# Islandske adjektiver
Islandske adjektiver bøjes for kasus, fire i tallet, køn, (hankøn, hunkøn og intetkøn), tal, ental og flertal samt for komparation. Desuden kan adjektiverne bøjes svagt eller stærkt. Der findes dog et antal ubøjelige adjektiver.
Den islandske komparativ bøjes udelukkende svagt med følgende undtagelse.
Fleirum er dativen af fleiri (flere – fleiri er  det uregelmæssige adjektivs margur (mangen) komparativ), bruges kun, når adjektivet er fritstående. Býstu við fleiri gestum? (forventer du flere gæster?) men Býstu við fleirum? (forventer du flere?).
I daglig tale  bruges også de neutrale dativer meiru (af meiri, mere) og fleiru (af fleiri). Det er et åbent spørgsmål, om denne brug allerede er anerkendt som "korrekt" i præskriptiv betydning, men den er i alle fald på vej med at blive det.

## Helt regelmæssige adjektiver
Som grundmønster kan man bruge ríkur (rig), som ikke plages af nogen slags uregelmæssigheder.

### Positiv
| Ríkur (rig), positiv, stærk bøjning | Ríkur (rig), positiv, stærk bøjning | Ríkur (rig), positiv, stærk bøjning | Ríkur (rig), positiv, stærk bøjning | Ríkur (rig), positiv, stærk bøjning | Ríkur (rig), positiv, stærk bøjning | Ríkur (rig), positiv, stærk bøjning |
|                                     | Singularis                          | Singularis                          | Singularis                          | Pluralis                            | Pluralis                            | Pluralis                            |
|                                     | Maskulinum                          | Femininum                           | Neutrum                             | Maskulinum                          | Femininum                           | Neutrum                             |
| ----------------------------------- | ----------------------------------- | ----------------------------------- | ----------------------------------- | ----------------------------------- | ----------------------------------- | ----------------------------------- |
| nominativ                           | ríkur                               | rík                                 | ríkt                                | ríkir                               | ríkar                               | rík                                 |
| akkusativ                           | ríkan                               | ríka                                | ríkt                                | ríka                                | ríkar                               | rík                                 |
| dativ                               | ríkum                               | ríkri                               | ríku                                | ríkum                               | ríkum                               | ríkum                               |
| genitiv                             | ríks                                | ríkrar                              | ríks                                | ríkra                               | ríkra                               | ríkra                               |

| Ríkur (rig), positiv, svag bøjning | Ríkur (rig), positiv, svag bøjning | Ríkur (rig), positiv, svag bøjning | Ríkur (rig), positiv, svag bøjning | Ríkur (rig), positiv, svag bøjning | Ríkur (rig), positiv, svag bøjning | Ríkur (rig), positiv, svag bøjning |
|                                    | Singularis                         | Singularis                         | Singularis                         | Pluralis                           | Pluralis                           | Pluralis                           |
|                                    | Maskulinum                         | Femininum                          | Neutrum                            | Maskulinum                         | Femininum                          | Neutrum                            |
| ---------------------------------- | ---------------------------------- | ---------------------------------- | ---------------------------------- | ---------------------------------- | ---------------------------------- | ---------------------------------- |
| nominativ                          | ríki                               | ríka                               | ríka                               | ríku                               | ríku                               | ríku                               |
| akkusativ                          | ríka                               | ríku                               | ríka                               | ríku                               | ríku                               | ríku                               |
| dativ                              | ríka                               | ríku                               | ríka                               | ríku                               | ríku                               | ríku                               |
| genitiv                            | ríka                               | ríku                               | ríka                               | ríku                               | ríku                               | ríku                               |

### Komparativ
Hankønnets anden form i entallets akkusativ, dativ og genitiv bliver sjældnere brugt.
| Ríkur (rig), komparativ | Ríkur (rig), komparativ | Ríkur (rig), komparativ | Ríkur (rig), komparativ | Ríkur (rig), komparativ | Ríkur (rig), komparativ | Ríkur (rig), komparativ |
|                         | Singularis              | Singularis              | Singularis              | Pluralis                | Pluralis                | Pluralis                |
|                         | Maskulinum              | Femininum               | Neutrum                 | Maskulinum              | Femininum               | Neutrum                 |
| ----------------------- | ----------------------- | ----------------------- | ----------------------- | ----------------------- | ----------------------- | ----------------------- |
| nominativ               | ríkari                  | ríkari                  | ríkara                  | ríkari                  | ríkari                  | ríkari                  |
| akkusativ               | ríkari, ríkara          | ríkari                  | ríkara                  | ríkari                  | ríkari                  | ríkari                  |
| dativ                   | ríkari, ríkara          | ríkari                  | ríkara                  | ríkari                  | ríkari                  | ríkari                  |
| genitiv                 | ríkari, ríkara          | ríkari                  | ríkara                  | ríkari                  | ríkari                  | ríkari                  |

### Superlativ
| Ríkur (rig), superlativ, stærk bøjning | Ríkur (rig), superlativ, stærk bøjning | Ríkur (rig), superlativ, stærk bøjning | Ríkur (rig), superlativ, stærk bøjning | Ríkur (rig), superlativ, stærk bøjning | Ríkur (rig), superlativ, stærk bøjning | Ríkur (rig), superlativ, stærk bøjning |
|                                        | Singularis                             | Singularis                             | Singularis                             | Pluralis                               | Pluralis                               | Pluralis                               |
|                                        | Maskulinum                             | Femininum                              | Neutrum                                | Maskulinum                             | Femininum                              | Neutrum                                |
| -------------------------------------- | -------------------------------------- | -------------------------------------- | -------------------------------------- | -------------------------------------- | -------------------------------------- | -------------------------------------- |
| nominativ                              | ríkastur                               | ríkust                                 | ríkast                                 | ríkastir                               | ríkastar                               | ríkust                                 |
| akkusativ                              | ríkastan                               | ríkasta                                | ríkast                                 | ríkasta                                | ríkastar                               | ríkust                                 |
| dativ                                  | ríkustum                               | ríkastri                               | ríkustu                                | ríkustum                               | ríkustum                               | ríkustum                               |
| genitiv                                | ríkasts                                | ríkastrar                              | ríkasts                                | ríkastra                               | ríkastra                               | ríkastra                               |

| Ríkur (rig), superlativ, svag bøjning | Ríkur (rig), superlativ, svag bøjning | Ríkur (rig), superlativ, svag bøjning | Ríkur (rig), superlativ, svag bøjning | Ríkur (rig), superlativ, svag bøjning | Ríkur (rig), superlativ, svag bøjning | Ríkur (rig), superlativ, svag bøjning |
|                                       | Singularis                            | Singularis                            | Singularis                            | Pluralis                              | Pluralis                              | Pluralis                              |
|                                       | Maskulinum                            | Femininum                             | Neutrum                               | Maskulinum                            | Femininum                             | Neutrum                               |
| ------------------------------------- | ------------------------------------- | ------------------------------------- | ------------------------------------- | ------------------------------------- | ------------------------------------- | ------------------------------------- |
| nominativ                             | ríkasti                               | ríkasta                               | ríkasta                               | ríkustu                               | ríkustu                               | ríkustu                               |
| akkusativ                             | ríkasta                               | ríkustu                               | ríkasta                               | ríkustu                               | ríkustu                               | ríkustu                               |
| dativ                                 | ríkasta                               | ríkustu                               | ríkasta                               | ríkustu                               | ríkustu                               | ríkustu                               |
| genitiv                               | ríkasta                               | ríkustu                               | ríkasta                               | ríkustu                               | ríkustu                               | ríkustu                               |

## U-omlyd
Hvis stamvokalen er a, undergår adjektivet u-omlyd i visse former. Eksemplet er glaður (glad).

### Positiv
| Glaður (glad), positiv, stærk bøjning | Glaður (glad), positiv, stærk bøjning | Glaður (glad), positiv, stærk bøjning | Glaður (glad), positiv, stærk bøjning | Glaður (glad), positiv, stærk bøjning | Glaður (glad), positiv, stærk bøjning | Glaður (glad), positiv, stærk bøjning |
|                                       | Singularis                            | Singularis                            | Singularis                            | Pluralis                              | Pluralis                              | Pluralis                              |
|                                       | Maskulinum                            | Femininum                             | Neutrum                               | Maskulinum                            | Femininum                             | Neutrum                               |
| ------------------------------------- | ------------------------------------- | ------------------------------------- | ------------------------------------- | ------------------------------------- | ------------------------------------- | ------------------------------------- |
| nominativ                             | glaður                                | glöð                                  | glatt                                 | glaðir                                | glaðar                                | glöð                                  |
| akkusativ                             | glaðan                                | glaða                                 | glatt                                 | glaða                                 | glaðar                                | glöð                                  |
| dativ                                 | glöðum                                | glaðri                                | glöðu                                 | glöðum                                | glöðum                                | glöðum                                |
| genitiv                               | glaðs                                 | glaðrar                               | glaðs                                 | glaðra                                | glaðra                                | glaðra                                |

Bemærk assimilationen i intetkønnets nominativ og akkusativ ental, glatt<*glaðt, hvor ð tilhører stammen og t er intetkønnets kendetegn. Dette er et meget udbredt fænomen.
| Glaður (glad), positiv, svag bøjning | Glaður (glad), positiv, svag bøjning | Glaður (glad), positiv, svag bøjning | Glaður (glad), positiv, svag bøjning | Glaður (glad), positiv, svag bøjning | Glaður (glad), positiv, svag bøjning | Glaður (glad), positiv, svag bøjning |
|                                      | Singularis                           | Singularis                           | Singularis                           | Pluralis                             | Pluralis                             | Pluralis                             |
|                                      | Maskulinum                           | Femininum                            | Neutrum                              | Maskulinum                           | Femininum                            | Neutrum                              |
| ------------------------------------ | ------------------------------------ | ------------------------------------ | ------------------------------------ | ------------------------------------ | ------------------------------------ | ------------------------------------ |
| nominativ                            | glaði                                | glaða                                | glaða                                | glöðu                                | glöðu                                | glöðu                                |
| akkusativ                            | glaða                                | glöðu                                | glaða                                | glöðu                                | glöðu                                | glöðu                                |
| dativ                                | glaða                                | glöðu                                | glaða                                | glöðu                                | glöðu                                | glöðu                                |
| genitiv                              | glaða                                | glöðu                                | glaða                                | glöðu                                | glöðu                                | glöðu                                |

### Komparativ
| Glaður (glad), komparativ | Glaður (glad), komparativ | Glaður (glad), komparativ | Glaður (glad), komparativ | Glaður (glad), komparativ | Glaður (glad), komparativ | Glaður (glad), komparativ |
|                           | Singularis                | Singularis                | Singularis                | Pluralis                  | Pluralis                  | Pluralis                  |
|                           | Maskulinum                | Femininum                 | Neutrum                   | Maskulinum                | Femininum                 | Neutrum                   |
| ------------------------- | ------------------------- | ------------------------- | ------------------------- | ------------------------- | ------------------------- | ------------------------- |
| nominativ                 | glaðari                   | glaðari                   | glaðara                   | glaðari                   | glaðari                   | glaðari                   |
| akkusativ                 | glaðari, glaðara          | glaðari                   | glaðara                   | glaðari                   | glaðari                   | glaðari                   |
| dativ                     | glaðari, glaðara          | glaðari                   | glaðara                   | glaðari                   | glaðari                   | glaðari                   |
| genitiv                   | glaðari, glaðara          | glaðari                   | glaðara                   | glaðari                   | glaðari                   | glaðari                   |

### Superlativ
| Glaður (glad), superlativ, stærk bøjning | Glaður (glad), superlativ, stærk bøjning | Glaður (glad), superlativ, stærk bøjning | Glaður (glad), superlativ, stærk bøjning | Glaður (glad), superlativ, stærk bøjning | Glaður (glad), superlativ, stærk bøjning | Glaður (glad), superlativ, stærk bøjning |
|                                          | Singularis                               | Singularis                               | Singularis                               | Pluralis                                 | Pluralis                                 | Pluralis                                 |
|                                          | Maskulinum                               | Femininum                                | Neutrum                                  | Maskulinum                               | Femininum                                | Neutrum                                  |
| ---------------------------------------- | ---------------------------------------- | ---------------------------------------- | ---------------------------------------- | ---------------------------------------- | ---------------------------------------- | ---------------------------------------- |
| nominativ                                | glaðastur                                | glöðust                                  | glaðast                                  | glaðastir                                | glaðastar                                | glöðust                                  |
| akkusativ                                | glaðastan                                | glaðasta                                 | glaðast                                  | glaðasta                                 | glaðastar                                | glöðust                                  |
| dativ                                    | glöðustum                                | glaðastri                                | glöðustu                                 | glöðustum                                | glöðustum                                | glöðustum                                |
| genitiv                                  | glaðasts                                 | glaðastrar                               | glaðasts                                 | glaðastra                                | glaðastra                                | glaðastra                                |

| Glaður (glad), superlativ, svag bøjning | Glaður (glad), superlativ, svag bøjning | Glaður (glad), superlativ, svag bøjning | Glaður (glad), superlativ, svag bøjning | Glaður (glad), superlativ, svag bøjning | Glaður (glad), superlativ, svag bøjning | Glaður (glad), superlativ, svag bøjning |
|                                         | Singularis                              | Singularis                              | Singularis                              | Pluralis                                | Pluralis                                | Pluralis                                |
|                                         | Maskulinum                              | Femininum                               | Neutrum                                 | Maskulinum                              | Femininum                               | Neutrum                                 |
| --------------------------------------- | --------------------------------------- | --------------------------------------- | --------------------------------------- | --------------------------------------- | --------------------------------------- | --------------------------------------- |
| nominativ                               | glaðasti                                | glaðasta                                | glaðasta                                | glöðustu                                | glöðustu                                | glöðustu                                |
| akkusativ                               | glaðasta                                | glöðustu                                | glaðasta                                | glöðustu                                | glöðustu                                | glöðustu                                |
| dativ                                   | glaðasta                                | glöðustu                                | glaðasta                                | glöðustu                                | glöðustu                                | glöðustu                                |
| genitiv                                 | glaðasta                                | glöðustu                                | glaðasta                                | glöðustu                                | glöðustu                                | glöðustu                                |

## R i stammen
Som hos navneord hænder det ofte, at r-et i den meget hyppige endelse -ur faktisk tilhører stammen. I så fald kan vi bruge eksemplet dapur, (trist, sørgmodig).

### Positiv
| Dapur (trist), positiv, stærk bøjning | Dapur (trist), positiv, stærk bøjning | Dapur (trist), positiv, stærk bøjning | Dapur (trist), positiv, stærk bøjning | Dapur (trist), positiv, stærk bøjning | Dapur (trist), positiv, stærk bøjning | Dapur (trist), positiv, stærk bøjning |
|                                       | Singularis                            | Singularis                            | Singularis                            | Pluralis                              | Pluralis                              | Pluralis                              |
|                                       | Maskulinum                            | Femininum                             | Neutrum                               | Maskulinum                            | Femininum                             | Neutrum                               |
| ------------------------------------- | ------------------------------------- | ------------------------------------- | ------------------------------------- | ------------------------------------- | ------------------------------------- | ------------------------------------- |
| nominativ                             | dapur                                 | döpur                                 | dapurt                                | daprir                                | daprar                                | döpur                                 |
| akkusativ                             | dapran                                | dapra                                 | dapurt                                | dapra                                 | daprar                                | döpur                                 |
| dativ                                 | döprum                                | dapurri                               | döpru                                 | döprum                                | döprum                                | döprum                                |
| genitiv                               | dapurs                                | dapurrar                              | dapurs                                | dapurra                               | dapurra                               | dapurra                               |

| Dapur (trist), positiv, svag bøjning | Dapur (trist), positiv, svag bøjning | Dapur (trist), positiv, svag bøjning | Dapur (trist), positiv, svag bøjning | Dapur (trist), positiv, svag bøjning | Dapur (trist), positiv, svag bøjning | Dapur (trist), positiv, svag bøjning |
|                                      | Singularis                           | Singularis                           | Singularis                           | Pluralis                             | Pluralis                             | Pluralis                             |
|                                      | Maskulinum                           | Femininum                            | Neutrum                              | Maskulinum                           | Femininum                            | Neutrum                              |
| ------------------------------------ | ------------------------------------ | ------------------------------------ | ------------------------------------ | ------------------------------------ | ------------------------------------ | ------------------------------------ |
| nominativ                            | dapri                                | dapra                                | dapra                                | döpru                                | döpru                                | döpru                                |
| akkusativ                            | dapra                                | döpru                                | dapra                                | döpru                                | döpru                                | döpru                                |
| dativ                                | dapra                                | döpru                                | dapra                                | döpru                                | döpru                                | döpru                                |
| genitiv                              | dapra                                | döpru                                | dapra                                | döpru                                | döpru                                | döpru                                |

### Komparativ
| Dapur (trist), komparativ | Dapur (trist), komparativ | Dapur (trist), komparativ | Dapur (trist), komparativ | Dapur (trist), komparativ | Dapur (trist), komparativ | Dapur (trist), komparativ |
|                           | Singularis                | Singularis                | Singularis                | Pluralis                  | Pluralis                  | Pluralis                  |
|                           | Maskulinum                | Femininum                 | Neutrum                   | Maskulinum                | Femininum                 | Neutrum                   |
| ------------------------- | ------------------------- | ------------------------- | ------------------------- | ------------------------- | ------------------------- | ------------------------- |
| nominativ                 | daprari                   | daprari                   | daprara                   | daprari                   | daprari                   | daprari                   |
| akkusativ                 | daprari, daprara          | daprari                   | daprara                   | daprari                   | daprari                   | daprari                   |
| dativ                     | daprari, daprara          | daprari                   | daprara                   | daprari                   | daprari                   | daprari                   |
| genitiv                   | daprari, daprara          | daprari                   | daprara                   | daprari                   | daprari                   | daprari                   |

### Superlativ
| Dapur (trist), superlativ, stærk bøjning | Dapur (trist), superlativ, stærk bøjning | Dapur (trist), superlativ, stærk bøjning | Dapur (trist), superlativ, stærk bøjning | Dapur (trist), superlativ, stærk bøjning | Dapur (trist), superlativ, stærk bøjning | Dapur (trist), superlativ, stærk bøjning |
|                                          | Singularis                               | Singularis                               | Singularis                               | Pluralis                                 | Pluralis                                 | Pluralis                                 |
|                                          | Maskulinum                               | Femininum                                | Neutrum                                  | Maskulinum                               | Femininum                                | Neutrum                                  |
| ---------------------------------------- | ---------------------------------------- | ---------------------------------------- | ---------------------------------------- | ---------------------------------------- | ---------------------------------------- | ---------------------------------------- |
| nominativ                                | daprastur                                | döpurst                                  | daprast                                  | daprastir                                | daprastar                                | döprust                                  |
| akkusativ                                | daprastan                                | daprasta                                 | daprast                                  | döprustu                                 | daprastar                                | döprust                                  |
| dativ                                    | döprustum                                | daprastri                                | döprustu                                 | döprustum                                | döprustum                                | döprustum                                |
| genitiv                                  | dapursts                                 | daprastrar                               | daprasts                                 | daprastra                                | daprastra                                | daprastra                                |

| Dapur (trist), superlativ, svag bøjning | Dapur (trist), superlativ, svag bøjning | Dapur (trist), superlativ, svag bøjning | Dapur (trist), superlativ, svag bøjning | Dapur (trist), superlativ, svag bøjning | Dapur (trist), superlativ, svag bøjning | Dapur (trist), superlativ, svag bøjning |
|                                         | Singularis                              | Singularis                              | Singularis                              | Pluralis                                | Pluralis                                | Pluralis                                |
|                                         | Maskulinum                              | Femininum                               | Neutrum                                 | Maskulinum                              | Femininum                               | Neutrum                                 |
| --------------------------------------- | --------------------------------------- | --------------------------------------- | --------------------------------------- | --------------------------------------- | --------------------------------------- | --------------------------------------- |
| nominativ                               | daprasti                                | daprasta                                | daprasta                                | döprustu                                | döprustu                                | döprustu                                |
| akkusativ                               | daprasta                                | döprustu                                | daprasta                                | döprustu                                | döprustu                                | döprustu                                |
| dativ                                   | daprasta                                | döprustu                                | daprasta                                | döprustu                                | döprustu                                | döprustu                                |
| genitiv                                 | daprasta                                | döprustu                                | daprasta                                | döprustu                                | döprustu                                | döprustu                                |

Bemærk altså at "kontraktionen" dapur – dapran slet ikke er en kontraktion, men at u-et i dapur er et senere indskud. Bemærk også, at u-omlyden optræder her som overalt, hvor det er muligt, dvs. i hovedsagen når man har et a i stammen og den derpå følgende endelse indeholder et u.
Hvis man skulle finde på et farvesystem, som nogle grammatikker gør det, for at understrege forskellige omlyd, aflyd og andre ændringer eller uregelmæssigheder, ville det islandske resultat minde om et maleri af Jackson Pollock. Vi vil ikke vove det forsøg.

## Andre endelser og uregelmæssigheder
Hidtil har vi kun brugt hankønnets nominativendelse -ur som sorteringsredskab. Der findes flere og desuden kan islandske adjektiver være uregelmæssige på flere måder. I dette afsnit, vil vi forsøge at gennemgå resten så systematisk som muligt, men de fleste adjektiver tilhører trods alt en af de tre forovennævnte klasser.
Uden større overdrivelse kan man sig at -ur faktisk er den eneste endelse i hankønnets nominativ. På urnordisk var endelsen -ʀ (eller, som er ved at vinde indpas, -z), med en vokal foran. Så kom den store urnordiske synkope hvorved tryksvage vokaler faldt bort. (Voyles anslår denne til ca. 650 e.Kr.) Et drastisk eksempel er *harawanaʀ>hrafn (ravn). Et andet er *haƀukaʀ>haukr>haukur (høg), jf. tysk Habicht og dermed hele Habsburgerslægten (Habsburg<Habichtsburg). Endelsen ændredes til -r og på et senere sprogstadium indskød man et u mellem konsonanten før endelsen og selve endelsen, altså r. Udviklingen for et ord som f.eks. blindur (blind) er altså *blindaʀ>blindr>blindur. Samtlige undtagelser fra denne regel er resultater af assimilation, bortfald osv.
Men vi skal nu se på de andre endelser. For størstedelens vedkommende drejer (bedre, drejede) det sig om -all, -ill, -ull og -inn.
De fleste adjektiver, som endte på -all ender nu på -ull, f.eks. þagall > þögull. De adjektiver, som stadig har -all er gamall (gammel), einsamall (ensom) og vesall (ussel).
På -ill endende adjektiver har vi nu lítill (lille), mikill (stor, megen) og heimill (tilladt).
Et stort antal har endelsen -inn og da denne endelse også forekommer i verbernes participier, er den særdeles vigtig. Et eksempel er feginn (glad, lettet over).
Hvis et adjektiv har en forhenværende lang vokal i stammen, falder endelsen -r bort eller assimileres. Eksempler er blár (blå), heill (hel) og hreinn (ren). Vi vil nu give disses bøjninger. Bemærk især, at lítill og mikill er uregelmæssige og desuden den forskellige opførsel angående kontraktion.
Vi begynder med þögull.

### Positiv
| Þögull (tyst, stilsom), positiv, stærk bøjning | Þögull (tyst, stilsom), positiv, stærk bøjning | Þögull (tyst, stilsom), positiv, stærk bøjning | Þögull (tyst, stilsom), positiv, stærk bøjning | Þögull (tyst, stilsom), positiv, stærk bøjning | Þögull (tyst, stilsom), positiv, stærk bøjning | Þögull (tyst, stilsom), positiv, stærk bøjning |
|                                                | Singularis                                     | Singularis                                     | Singularis                                     | Pluralis                                       | Pluralis                                       | Pluralis                                       |
|                                                | Maskulinum                                     | Femininum                                      | Neutrum                                        | Maskulinum                                     | Femininum                                      | Neutrum                                        |
| ---------------------------------------------- | ---------------------------------------------- | ---------------------------------------------- | ---------------------------------------------- | ---------------------------------------------- | ---------------------------------------------- | ---------------------------------------------- |
| nominativ                                      | þögull                                         | þögul                                          | þögult                                         | þög(u)lir                                      | þög(u)lar                                      | þögul                                          |
| akkusativ                                      | þög(u)lan                                      | þög(u)la                                       | þögult                                         | þög(u)la                                       | þög(u)lar                                      | þögul                                          |
| dativ                                          | þög(u)lum                                      | þögulli                                        | þög(u)lu                                       | þög(u)lum                                      | þög(u)lum                                      | þög(u)lum                                      |
| genitiv                                        | þöguls                                         | þögullar                                       | þöguls                                         | þögulla                                        | þögulla                                        | þögulla                                        |

| Þögull (tyst, stilsom), positiv, svag bøjning | Þögull (tyst, stilsom), positiv, svag bøjning | Þögull (tyst, stilsom), positiv, svag bøjning | Þögull (tyst, stilsom), positiv, svag bøjning | Þögull (tyst, stilsom), positiv, svag bøjning | Þögull (tyst, stilsom), positiv, svag bøjning | Þögull (tyst, stilsom), positiv, svag bøjning |
|                                               | Singularis                                    | Singularis                                    | Singularis                                    | Pluralis                                      | Pluralis                                      | Pluralis                                      |
|                                               | Maskulinum                                    | Femininum                                     | Neutrum                                       | Maskulinum                                    | Femininum                                     | Neutrum                                       |
| --------------------------------------------- | --------------------------------------------- | --------------------------------------------- | --------------------------------------------- | --------------------------------------------- | --------------------------------------------- | --------------------------------------------- |
| nominativ                                     | þög(u)li                                      | þög(u)la                                      | þög(u)la                                      | þög(u)lu                                      | þög(u)lu                                      | þög(u)lu                                      |
| akkusativ                                     | þög(u)la                                      | þög(u)lu                                      | þög(u)la                                      | þög(u)lu                                      | þög(u)lu                                      | þög(u)lu                                      |
| dativ                                         | þög(u)la                                      | þög(u)lu                                      | þög(u)la                                      | þög(u)lu                                      | þög(u)lu                                      | þög(u)lu                                      |
| genitiv                                       | þög(u)la                                      | þög(u)lu                                      | þög(u)la                                      | þög(u)lu                                      | þög(u)lu                                      | þög(u)lu                                      |

Begge varianter, dvs. med eller uden -u- er korrekte.
Så har vi ordet gamall.
| Gamall (gammel), positiv, stærk bøjning | Gamall (gammel), positiv, stærk bøjning | Gamall (gammel), positiv, stærk bøjning | Gamall (gammel), positiv, stærk bøjning | Gamall (gammel), positiv, stærk bøjning | Gamall (gammel), positiv, stærk bøjning | Gamall (gammel), positiv, stærk bøjning |
|                                         | Singularis                              | Singularis                              | Singularis                              | Pluralis                                | Pluralis                                | Pluralis                                |
|                                         | Maskulinum                              | Femininum                               | Neutrum                                 | Maskulinum                              | Femininum                               | Neutrum                                 |
| --------------------------------------- | --------------------------------------- | --------------------------------------- | --------------------------------------- | --------------------------------------- | --------------------------------------- | --------------------------------------- |
| nominativ                               | gamall                                  | gömul                                   | gamalt                                  | gamlir                                  | gamlar                                  | gömul                                   |
| akkusativ                               | gamlan                                  | gamla                                   | gamalt                                  | gamla                                   | gamlar                                  | gömul                                   |
| dativ                                   | gömlum                                  | gamalli                                 | gömlu                                   | gömlum                                  | gömlum                                  | gömlum                                  |
| genitiv                                 | gamals                                  | gamallar                                | gamals                                  | gamalla                                 | gamalla                                 | gamalla                                 |

| Gamall (gammel), positiv, svag bøjning | Gamall (gammel), positiv, svag bøjning | Gamall (gammel), positiv, svag bøjning | Gamall (gammel), positiv, svag bøjning | Gamall (gammel), positiv, svag bøjning | Gamall (gammel), positiv, svag bøjning | Gamall (gammel), positiv, svag bøjning |
|                                        | Singularis                             | Singularis                             | Singularis                             | Pluralis                               | Pluralis                               | Pluralis                               |
|                                        | Maskulinum                             | Femininum                              | Neutrum                                | Maskulinum                             | Femininum                              | Neutrum                                |
| -------------------------------------- | -------------------------------------- | -------------------------------------- | -------------------------------------- | -------------------------------------- | -------------------------------------- | -------------------------------------- |
| nominativ                              | gamli                                  | gamla                                  | gamla                                  | gömlu                                  | gömlu                                  | gömlu                                  |
| akkusativ                              | gamla                                  | gömlu                                  | gamla                                  | gömlu                                  | gömlu                                  | gömlu                                  |
| dativ                                  | gamla                                  | gömlu                                  | gamla                                  | gömlu                                  | gömlu                                  | gömlu                                  |
| genitiv                                | gamla                                  | gömlu                                  | gamla                                  | gömlu                                  | gömlu                                  | gömlu                                  |

Og så har for denne gang de uregelmæssige adjektiver lítill og mikill.
| Lítill (lille), positiv, stærk bøjning | Lítill (lille), positiv, stærk bøjning | Lítill (lille), positiv, stærk bøjning | Lítill (lille), positiv, stærk bøjning | Lítill (lille), positiv, stærk bøjning | Lítill (lille), positiv, stærk bøjning | Lítill (lille), positiv, stærk bøjning |
|                                        | Singularis                             | Singularis                             | Singularis                             | Pluralis                               | Pluralis                               | Pluralis                               |
|                                        | Maskulinum                             | Femininum                              | Neutrum                                | Maskulinum                             | Femininum                              | Neutrum                                |
| -------------------------------------- | -------------------------------------- | -------------------------------------- | -------------------------------------- | -------------------------------------- | -------------------------------------- | -------------------------------------- |
| nominativ                              | lítill                                 | lítil                                  | lítið                                  | litlir                                 | litlar                                 | lítil                                  |
| akkusativ                              | lítinn                                 | litla                                  | lítið                                  | litla                                  | litlar                                 | lítil                                  |
| dativ                                  | litlum                                 | lítilli                                | litlu                                  | litlum                                 | litlum                                 | litlum                                 |
| genitiv                                | lítils                                 | lítillar                               | lítils                                 | lítilla                                | lítilla                                | lítilla                                |

| Lítill (lille), positiv, svag bøjning | Lítill (lille), positiv, svag bøjning | Lítill (lille), positiv, svag bøjning | Lítill (lille), positiv, svag bøjning | Lítill (lille), positiv, svag bøjning | Lítill (lille), positiv, svag bøjning | Lítill (lille), positiv, svag bøjning |
|                                       | Singularis                            | Singularis                            | Singularis                            | Pluralis                              | Pluralis                              | Pluralis                              |
|                                       | Maskulinum                            | Femininum                             | Neutrum                               | Maskulinum                            | Femininum                             | Neutrum                               |
| ------------------------------------- | ------------------------------------- | ------------------------------------- | ------------------------------------- | ------------------------------------- | ------------------------------------- | ------------------------------------- |
| nominativ                             | litli                                 | litla                                 | litla                                 | litlu                                 | litlu                                 | litlu                                 |
| akkusativ                             | litla                                 | litlu                                 | litla                                 | litlu                                 | litlu                                 | litlu                                 |
| dativ                                 | litla                                 | litlu                                 | litla                                 | litlu                                 | litlu                                 | litlu                                 |
| genitiv                               | litla                                 | litlu                                 | litla                                 | litlu                                 | litlu                                 | litlu                                 |

| Mikill (stor, megen), positiv, stærk bøjning | Mikill (stor, megen), positiv, stærk bøjning | Mikill (stor, megen), positiv, stærk bøjning | Mikill (stor, megen), positiv, stærk bøjning | Mikill (stor, megen), positiv, stærk bøjning | Mikill (stor, megen), positiv, stærk bøjning | Mikill (stor, megen), positiv, stærk bøjning |
|                                              | Singularis                                   | Singularis                                   | Singularis                                   | Pluralis                                     | Pluralis                                     | Pluralis                                     |
|                                              | Maskulinum                                   | Femininum                                    | Neutrum                                      | Maskulinum                                   | Femininum                                    | Neutrum                                      |
| -------------------------------------------- | -------------------------------------------- | -------------------------------------------- | -------------------------------------------- | -------------------------------------------- | -------------------------------------------- | -------------------------------------------- |
| nominativ                                    | mikill                                       | mikil                                        | mikið                                        | miklir                                       | miklar                                       | mikil                                        |
| akkusativ                                    | mikinn                                       | mikla                                        | mikið                                        | mikla                                        | miklar                                       | mikil                                        |
| dativ                                        | miklum                                       | mikilli                                      | miklu                                        | miklum                                       | miklum                                       | miklum                                       |
| genitiv                                      | mikils                                       | mikillar                                     | mikils                                       | mikilla                                      | mikilla                                      | mikilla                                      |

| Mikill (stor, megen), positiv, svag bøjning | Mikill (stor, megen), positiv, svag bøjning | Mikill (stor, megen), positiv, svag bøjning | Mikill (stor, megen), positiv, svag bøjning | Mikill (stor, megen), positiv, svag bøjning | Mikill (stor, megen), positiv, svag bøjning | Mikill (stor, megen), positiv, svag bøjning |
|                                             | Singularis                                  | Singularis                                  | Singularis                                  | Pluralis                                    | Pluralis                                    | Pluralis                                    |
|                                             | Maskulinum                                  | Femininum                                   | Neutrum                                     | Maskulinum                                  | Femininum                                   | Neutrum                                     |
| ------------------------------------------- | ------------------------------------------- | ------------------------------------------- | ------------------------------------------- | ------------------------------------------- | ------------------------------------------- | ------------------------------------------- |
| nominativ                                   | mikli                                       | mikla                                       | mikla                                       | miklu                                       | miklu                                       | miklu                                       |
| akkusativ                                   | mikla                                       | miklu                                       | mikla                                       | miklu                                       | miklu                                       | miklu                                       |
| dativ                                       | mikla                                       | miklu                                       | mikla                                       | miklu                                       | miklu                                       | miklu                                       |
| genitiv                                     | mikla                                       | miklu                                       | mikla                                       | miklu                                       | miklu                                       | miklu                                       |

Læg mærke til de vekslende vokaler i-í i lítill samt akkusativen mikinn, hankøn, ental af mikill.
Vesall bøjes næsten altid uden kontraktion og heimill (tilladt) altid.
De gamle endelser -agr, -igr og -ugr er nu alle sammen forvandlet til -ugur, som bøjes ganske som ríkur med undtagelsen heilagur (hellig), som også bøjes regelmæssigt.